# فيديريكو فاسكيز
فيديريكو فاسكيز (بالبرتغالية: Federico Vázquez‏) (31 مارس 1993 في الأرجنتين - ) هو لاعب كرة قدم برازيلي في مركز الهجوم. لعب مع انيستتوتو وفيليز سارسفيلد.

## وصلات خارجية
- فيديريكو فاسكيز على موقع قاعدة بيانات كرة القدم.إي يو (الإنجليزية)
- فيديريكو فاسكيز على موقع Soccerway.com (الإنجليزية)